# Johann Christfried Sagittarius

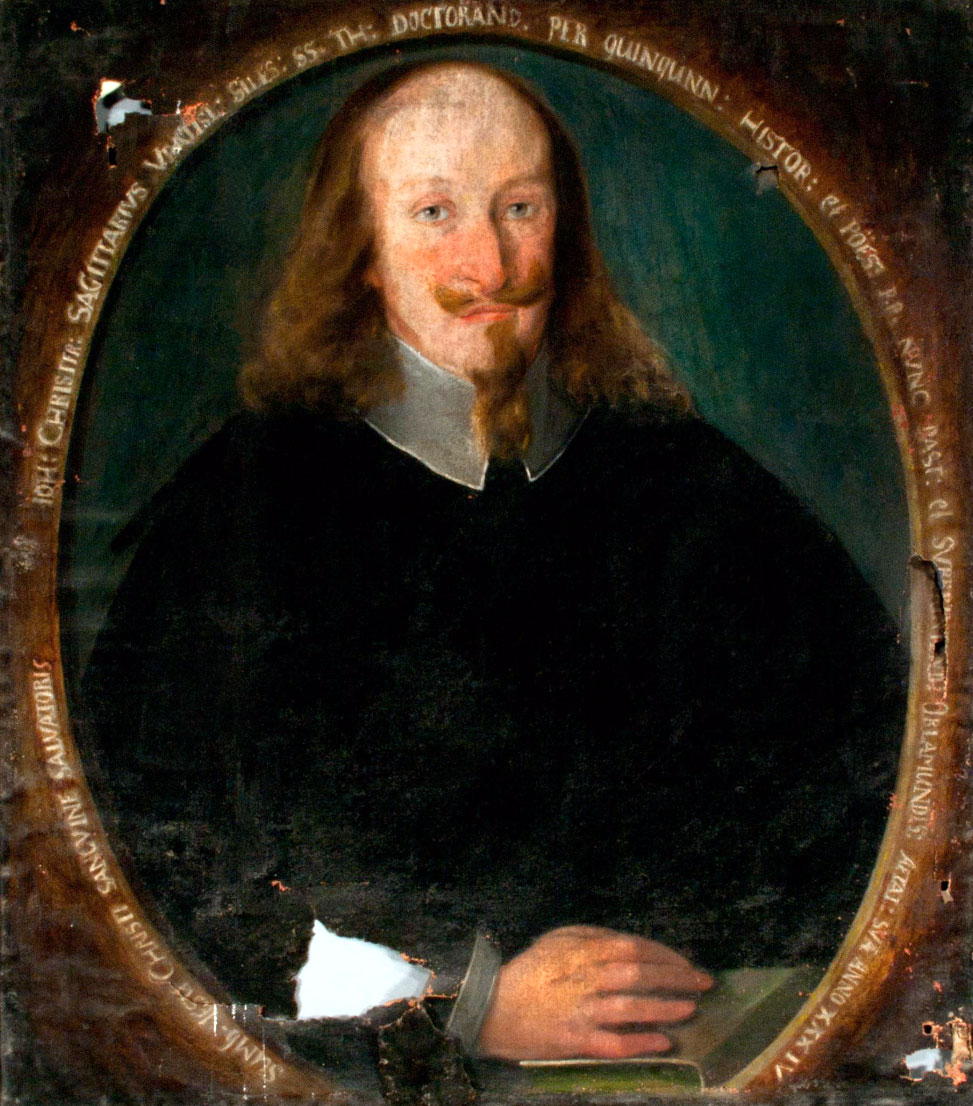
Johann Christfried Sagittarius

Johann Christfried Sagittarius (* 28. September 1617 in Breslau; † 18. Februar 1689 in Altenburg) war ein deutscher Kirchenhistoriker und lutherischer Theologe.

## Leben
Seine Eltern waren Thomas Sagittarius (1577–1621), Professor der griechischen Sprache und Logik sowie Rektor am Gymnasium in Breslau, und Magdalena Cather († 25. Juni 1623 in Jena). Johann Christfried Sagittarius wurde am 28. September 1617 in Breslau geboren, einen Tag später wurde er getauft. Er verlebte seine frühe Kindheit in seiner Geburtsstadt. Nach dem frühen Tod seines Vaters zog seine Mutter wieder nach Jena. Nach dem Tod seiner Mutter wurde er durch seinen Vormund, den fürstlich sächsisch-weimarischen Lehnssekretär Christoph Schaper, erzogen und besuchte ab 1623 die Schule in Jena. 1628 wurde er von seinem Onkel Caspar Sagittarius (1597–1667) aufgenommen, der Rektor der Martinsschule in Braunschweig war. Dort absolvierte er unter seinem Onkel, dem Konrektor Magister Bartholomäus Schnelle, und dem Subkonrektor Magister Ludwig Fiedler seine weitere Ausbildung. Später unterrichtete er seinen jüngeren Cousin Caspar Sagittarius während dessen Gymnasialzeit.
1636 bezog er die Universität Jena, wo er an der philosophischen und theologischen Fakultät studierte. An der philosophischen Fakultät waren Philipp Horst (1584–1664), Daniel Stahl, Johann Zeisold (1599–1667), Paul Slevogt und Johann Michael Dilherr seine Lehrer. An der theologischen Fakultät wurden dies Johannes Major, Johann Gerhard, Johann Himmel und Salomo Glassius. 1641 wurde er Konrektor der Stadtschule in Hof (Saale), am 8. Mai 1643 erwarb er in Jena den akademischen Grad eines Magisters der Philosophie und am 5. Juni desselben Jahres wurde er Rektor der Stadtschule in Jena. Nachdem er neben seinem Rektorat auch Privatvorlesungen gehalten hatte, wurde er am 12. August 1646 Professor für Geschichte und Poesie der Jenaer Salana. In dieser Eigenschaft war er 1648 und 1650 Dekan der philosophischen Fakultät und war Verwalter der akademischen Güter.
Am 6. Juli 1651 hielt er eine Probepredigt, um sich für das Amt des Superintendenten in Orlamünde zu bewerben. Um die Voraussetzungen für diese Stelle mitzubringen, meldete er sich am 18. September 1651 zum theologischen Doktorexamen an. Am 19. Februar 1652 hielt er seine Inauguraldissertation Disp. theol. in qua versus 19-23 ex Epistola ad Rom. IX a Calvinianorum corruptelis vindicantur (Jena 1652) unter Johannes Musaeus. Am 12. August 1651 wurde er in Altenburg ordiniert, am 18. August 1651 Superintendent in Orlamünde und am 31. August desselben Jahres in Jena zum Doktor der Theologie promoviert. Als Orlamünder Superintendent überwachte er das Schulwesen des Kirchenkreises, setzte sich für die Wiederherrichtung der im Dreißigjährigen Krieg zerstörten Kirchengebäude ein und erweiterte 1652 die dortige Witwenkasse.
1656 berief ihn Friedrich Wilhelm von Sachsen-Altenburg als Generalsuperintendent und Hofprediger nach Altenburg. Hierzu absolvierte er am 24. August 1656 die dafür nötige Probepredigt. Er begann das neue Amt am 9. November 1656. In dieser Funktion war Sagittarius Berater des Herzogs in Kirchenangelegenheiten, ordinierte die Neupfarrer und organisierte das Kirchen- und Schulwesen des Landes Sachsen-Altenburg. Neben Visitationen und Kirchenkonferenzen beteiligte er sich an der Herausgabe der zehnbändigen Werkausgabe von Martin Luther, der altenburgischen Bibel und des Sprüchebuches. Zudem veröffentlichte er spezifische Schriften über Luther.

## Familie
Sagittarius heiratete am 21. November 1642 in Hof (Saale) Anna Maria Reinel († 16. Oktober 1700 in Altenburg), die älteste Tochter des Pfarrers in Hof (Saale) Magister Paul Reinelius (* 4. September 1574 in Unterweißbach bei Selb; † 9. Juni 1661 in Hof (Saale)) und dessen Frau Katharina Lusovius (auch Lissovius; Lieskow). Aus der Ehe stammen elf Kinder, fünf Söhne und sechs Töchter. Vor Sagittarius' Tod starben drei Söhne und drei Töchter. Von den Kindern kennt man:
- Catharina Maria Sagittarius († 29. Dezember 1643)
- Johann Christoph Sagittarius († 5. Februar 1646 in Jena)
- Paul Martin Sagittarius (* 5. November 1645 in Jena; † 31. Juli 1694 in Altenburg, begr. 3. August 1694 in Altenburg), Stiftsprediger Altenburg, Assessor am Konsistorium Altenburg, Vikar der Generalsuperintendentur ebenda, verheiratet ab dem 16. November 1669 mit Rahel Maria Müller
- Johann Gottfried Sagittarius († 23. Dezember 1649 in Jena)
- Johann Gottfried (Christfried) Sagittarius, (* 22. Januar 1656 Orlamünde) Kaufmann und Ratsherr in Altenburg, verheiratet in erster Ehe ab dem 28. November 1676 mit Maria Roth, der Tochter des Fleischhauers und Bürgers Peter Roth in Altenburg, in zweiter Ehe ab dem 25. November 1679 mit Anna Justina Schamelt
- Anna Magdalena Sagittarius (* 22. Januar 1650 in Jena; † 2. Juli 1685 in Altenburg), verheiratet in erster Ehe ab dem 13. Februar 1667 in Altenburg mit dem Johann Arnold Friderici (* 24. Juni 1637 in Altenburg; † 27. Mai 1672 in Jena), in zweiter Ehe ab dem 14. Januar 1674 mit dem Syndikus und Bürgermeister von Altenburg Dr. jur. Friedrich Gotter (* 10. Mai 1642 in Camberg bei Jena; † 8. Januar 1695 in Altenburg)
- Catharina Maria Sagittarius (* 23. Januar 1652 Orlamünde; † 7. Mai 1678 in Jena) verheiratet ab dem 22. November 1670 in Altenburg mit dem Lic. theol. und Professor der Logik und Metaphysik an der Universität Jena Johann Christoph Hundeshagen (* 8. August 1635 in Mühlhausen; † 1681 in Remda)
- Maria Magdalena Sagittarius, verheiratet ab dem 19. Januar 1675 in Altenburg mit dem Arzt in Jena Dr. med u. phil. Jacob Wolff
- Susanna Maria Sagittarius, verheiratet ab dem 27. November 1678 in Altenburg mit dem Physicus in Neustadt an der Orla, später Leibarzt in Dresden Dr. med. Johann Georg Grübel (* 31. März 1647 in Kahla; † ?)
- Dorothea Maria (Magdalena Dorothea) Sagittarius, verheiratet ab dem 3. November 1685 in Altenburg mit dem Obersteuerbuchhalter in Altenburg David Heinrich Brand (* 22. Juli 1654 in Altenburg; † 16. August 1701 ebenda)
- Johann Christoph Sagittarius  († 20. Oktober 1682 Altenburg), Jurist

## Werke

### Altenburger Ausgabe
- Der Erste Teil aller Deutschen Bücher und Schrifften des theuren, seeligen Mannes Gottes, Doct. Martini Lutheri..., Altenburg, 1661.
- Biblische Historien (Altenburg, wohl Gottfried Richter, 1679 / eine Erstausgabe erschien 1670) mit zahlr. Holzschnitten